# Nictibatràquids
Els nictibatràquids (Nyctibatrachidae) són una família d'amfibis anurs. Es troba a l'Índia i Sri Lanka.

## Taxonomia
Es reconeixen dos gèneres d'aquesta família:
- Lankanectes Dubois & Ohler, 2001
- Nyctibatrachus Boulenger, 1882